# Warner Bros. Games
Warner Bros. Games (zuvor Warner Bros. Interactive Entertainment, Inc., WBIE) ist eine Geschäftseinheit der Warner Bros. Home Entertainment Group. Warner Bros. Games ist ein weltweit operierender Publisher, Entwickler, Lizenzgeber und Vertreiber von Computerspielen, sowohl für Eigen- als auch Fremdproduktionen. Warner Bros. Games hat sich auf die Erstellung, Entwicklung und Produktion von Eigenproduktionen konzentriert und ist zugleich die größte Verlagseinheit. Zu den Eigenproduktionen zählen u. a. Softwareumsetzungen der hauseigenen DC-Comicreihen (Batman, Superman), der Filmlizenz zu Der Herr der Ringe und der Lego-Spielwarenmarke. Wegen des umfangreichen Markenportfolios sowie der Distributions-, Marketing- und Vertriebs-Infrastruktur, gilt Warner Bros. Games als bedeutender global operierender Computerspielpublisher.

## Geschichte

### Frühere Spieleaktivitäten von Time Warner
Bereits vor der Gründung von Warner Bros. Interactive Entertainment gab es innerhalb des Time-Warner-Konzerns Bemühungen, in der Spielebranche Fuß zu fassen. Im Oktober 1976 erwarb die damalige Warner Communications für 28 Millionen US-Dollar den kalifornischen Computerspiel-Pionier Atari (Pong). Für einige Jahre dominierte Atari den US-Spielemarkt und steuerte auf dem Höhepunkt die Hälfte des Konzernumsatzes und zwei Drittel des operativen Gewinns bei, bevor es Ende 1982 zum Niedergang kam. Gravierende Misserfolge bescherten Atari massive Verluste, der Umsatz des Warner-Konzerns schrumpfte dadurch um 56,5 %, der Aktienwert sank in kurzer Zeit um ein Drittel. Warner verlor rund eine Milliarde US-Dollar und musste sich in Folge u. a. gegen einen feindlichen Übernahmeversuch durch Rupert Murdochs News Corporation stemmen. Die Schwäche der Mitbewerber und der Vertrauensverlust der Kunden führte 1983 zum Zusammenbruch des US-amerikanischen Computerspielmarktes (sog. Video Game Crash). Atari wurde daher in zwei Unternehmen aufgespalten. Die Heimcomputer- und Spielkonsolensparte wurde im Juli 1984 als Atari Corporation an Commodore-Gründer Jack Tramiel verkauft. Die Arcade-Sparte Atari Games ging wenige Monate später, im Februar 1985, mehrheitlich an den Geschäftspartner Namco.
Nach der Fusion zu Time Warner erwarb der Konzern 1993 schließlich wieder eine kontrollierende Mehrheit an seiner ehemaligen Tochter Atari Interactive und führte sie von April 1994 bis 1996 unter dem Namen Time Warner Interactive Entertainment. Um den Schuldenstand des Gesamtkonzerns zu reduzieren, wurde Time Warner Interactive Entertainment im März 1996 an WMS Industries abgestoßen. Es operierte noch bis Februar 2003 als Tochterunternehmen von Midway Games, erst unter der alten Firmenbezeichnung Atari Games, zuletzt schließlich als Midway Games West.

### Lizenzproduktionen

Logo von 2019 bis 2023

1995 vergab das Unternehmen unter dem Namen Warner Bros. Interactive Entertainment die Computerspiellizenz für Batman Forever an Acclaim Entertainment. Über die Jahre wurden weitere Softwarelizenzen zu Produkten der Konzernbereiche Cartoon Network, DC Comics, Hanna-Barbera, Looney Tunes und diverser Warner-Bros.-Filme an externe Spielepublisher wie Ubisoft, Electronic Arts, Infogrames und THQ vergeben.
2003 veröffentlichte das Unternehmen zusammen mit Electronic Arts seine erste Ko-Produktion, Looney Tunes: Back in Action, entwickelt von Warthog Games. 2004 übernahm Warner Bros. das Entwicklerstudio Monolith Productions (F.E.A.R.). 2005 wurde das Label WB Games eingeführt. Das erste Spiel, das von Monolith in Zusammenarbeit mit Warner Bros. Entertainment entstand, war The Matrix Online, das in Kooperation mit Sega veröffentlicht wurde. Warner Bros. half außerdem bei der Distribution der Computerspiele Enter the Matrix und The Matrix: Path of Neo zur Matrix-Filmreihe. 2006 erwarb das Unternehmen einen Anteil von 10,3 % am britischen Spielepublisher SCi Entertainment, dem Mutterkonzern von Eidos Interactive. SCi erhielt im Gegenzug das Recht, Computerspiele zu Warner-Lizenzen zu entwickeln, darunter Batman. Im selben Jahr veröffentlichte WBIE erstmals ein Computerspiel ohne Unterstützung durch Partnerunternehmen, Justice League Heroes, lediglich die Distribution für die Xbox wurde von Eidos übernommen. 2007 gab das Unternehmen das Ziel aus, mit Hilfe eines Fünf-Jahres-Planes dauerhaft in der Computerspielbranche Fuß zu fassen. Der Plan sah vor, einerseits existierender Entwicklerstudios zur Aufstockung der internen Entwicklungskapazitäten zu übernehmen und andererseits ein neues Studio (WB Games) im Umfeld von Seattle aufzubauen, das alle vom Unternehmen entwickelten und veröffentlichten Spiele betreuen sollte. Bereits im selben Jahr übernahm Warner Bros. für 100 Millionen britische Pfund den Entwickler und Publisher TT Games (Lego-Computerspiele).
Im April 2008 stockte das Unternehmen für 15 Millionen britische Pfund seinen Anteil an SCi Entertainment auf und erwarb auf diesem Wege die Distributionsrechte an allen Eidos-Spielen in den USA, Kanada und Mexiko. Am 15. Dezember 2008, kurz nach der Umbenennung von SCi in Eidos plc, erwarb Time Warner weitere zehn Millionen Anteilsscheine des Unternehmens, wodurch die Beteiligung auf 19,92 % anwuchs. Einen Monat zuvor war hierfür eine Vereinbarung aufgehoben worden, die Time Warner am Erwerb weiterer Anteile hinderte. Am 28. Januar 2009 berichtete der The Hollywood Reporter von einem Abkommen, das Warner die Filmrechte an der Tomb-Raider-Reihe sicherte, die zuvor bei Paramount Pictures lagen. Am 12. Februar 2009 gab der japanische Publisher Square Enix ein Übernahmeangebot von 84,3 Millionen Pfund für Eidos, plc ab, das von Warner Bros. unterstützt wurde. Square Enix übernahm Eidos am 22. April 2009 und benannte das Unternehmen in Square Enix Europe um.

### Starke Expansion ab 2009
Warner Bros. kündigte am 4. Februar 2009 die Übernahme des unabhängigen Entwicklers Snowblind Studios an, der bereits 2006 den Titel Justice League Heroes für Warner entwickelt hatte. 2009, im Rahmen des Insolvenzverfahrens (Chapter 11) des US-amerikanischen Publishers Midway Games, erwarb Time Warner für 49 Millionen US-Dollar den größten Teil an dessen Vermögenswerten. Midway Games hatte bereits zuvor mit Warner Bros. an mehreren Spielen, darunter Mortal Kombat vs. DC Universe, gearbeitet. Bei einer geplanten Versteigerung der Vermögenswerte am 29. Juni 2009 gab Warner als einziges Unternehmen ein Angebot ab. Am 10. Juli 2009 wurde die Transaktion abgeschlossen. Warner erwarb auf diesem Wege unter anderem Midways Mortal-Kombat-Entwicklerteam in Chicago, das Studio Surreal Software, sowie die Markenrechte an den Spielereihen Joust, Mortal Kombat, The Suffering, Spy Hunter, Blitz: The League und Wheelman. Auch die Namens- und Markenrechte der ehemaligen Time-Warner-Tochter Atari Corporation/Midway Games West gelangten somit wieder in den Besitz des Unternehmens. Am 28. Juli 2009 wurde das Mortal-Kombat-Entwicklerteam (unter Leitung von Serienschöpfer und Creative Director Ed Boon) in WB Games Chicago umbenannt, 2010 schließlich in NetherRealm Studios.
Am 13. Januar 2010 wurde bekannt gegeben, dass Warner Bros. Interactive Entertainment die exklusiven Entwicklungsrechte für Computerspiele zur Sesamstraße habe. Als erste Veröffentlichung wurden die Spiele Elmo's A-to-Zoo Adventure und Cookie's Counting Carnival für den Herbst 2010 angekündigt. Am 23. Februar 2010 gab Warner Bros. Home Entertainment Group die Übernahme eines Mehrheitsanteils an Rocksteady Studios bekannt, einem unabhängigen Computerspielentwickler in London, an dem auch Square Enix Europe (ehem. Eidos) 25,1 % hielt. Durch den Lizenzdeal zwischen Warner und SCi/Eidos aus dem Jahr 2006 hatte Rocksteady das 2009 veröffentlichte Batman: Arkham Asylum entwickelt und arbeitete zum Zeitpunkt der Übernahme durch Warner bereits am Nachfolger Batman: Arkham City. Am 22. März 2010 eröffnete Warner Bros. Interactive Entertainment ein Entwicklerstudio in Montreal, unter Leitung von President Martin Tremblay, um unter dem Namen WB Games Montreal Spiele zu den Marken von DC Comics entwickeln. Am 9. April 2010 kündigte Warner Bros die Veröffentlichung von Monolith Productions Egoshooter Fear 3 an. Am 20. April 2010 wurde die Übernahme des MMORPG-Spezialisten Turbine, Inc. (Asheron’s Call, Dungeons & Dragons Online, Der Herr der Ringe Online) bekanntgegeben. Am 4. Juni 2010 wurde für Der Herr der Ringe Online schließlich die Umstellung vom bisherigen Abonnementmodell auf Free-to-play bekannt. Am 10. Juni 2010 wurde Mortal Kombat von NetherRealm Studios für die Konsolen PlayStation 3 und Xbox 360 angekündigt. Warner Bros. Interactive Entertainment veröffentlichte am 4. November 2010 eine Adaption des Wii-Titels Game Party, einer Sammlung von Sport- und Arcadespielen, als einer der Starttitel für Microsofts Bewegungssteuerung Kinect. Das Spiel erschien unter dem Titel Game Party: In Motion.
2012 veröffentlichte Warner Bros. Interactive das von Grasshopper Manufacture entwickelte Actionspiel Lollipop Chainsaw, produziert von Suda 51 und mit Beteiligung des Filmemachers James Gunn.
Nach der Ernennung von Kevin Tsujihara, Geschäftsführer von Warner Bros. Home Entertainment, zum Chairman und CEO von Warner Bros. Entertainment im Jahr 2013, beförderte dieser Diane Nelson, President von DC Entertainment, zusätzlich zum President und Chief Content Officer von Warner Bros. Interactive Entertainment. Auf der Computerspielmesse E3 2013 kündigte Warner Bros. in Zusammenarbeit mit den Avalanche Studios die Entwicklung eines MMORPG auf Grundlage der Filmreihe Mad Max an. Im Juni 2019 wurde in Zusammenarbeit mit Niantic das auf dem Harry-Potter-Franchise beruhende Augmented-Reality-Spiel Harry Potter: Wizards Unite veröffentlicht.
Seit 2023 tritt das Unternehmen als Warner Bros. Games auf.

## Entwicklerstudios

### Aktuell
- Avalanche Software in Salt Lake City, gegründet 1995, übernommen 2017[40]
- Monolith Productions in Kirkland (Washington), gegründet 1994, übernommen 2004
- NetherRealm Studios in Chicago, gegründet 1988 als Midway Games Chicago, übernommen von Midway Games am 27. Juli 2009 und 2010 umbenannt
- Rocksteady Studios in London, gegründet 2004, Mehrheitsanteil erworben im Februar 2010
- TT Games in Maidenhead, England, gegründet 2005, übernommen am 8. November 2007
  - Traveller's Tales in Knutsford, England, gegründet 1989, 2005 als Geschäftseinheit in TT Games eingegliedert
  - TT Fusion in Wilmslow, England, gegründet 2005 als Embryonic Studios, 2006 von TT Games übernommen
- Turbine in Needham (Massachusetts), gegründet 1994, übernommen 2010
- WB Games Montreal in Montreal, gegründet 2010[31]
- Warner Bros. Games San Francisco in San Francisco, gegründet 2013[41]
- Player First Games, gegründet 2019, Arbeitet an „MultiVersus“

### Ehemalige
- Snowblind Studios in Kirkland (Washington), gegründet 1997, übernommen 2009. 2012 mit Monolith Productions zusammengelegt.
- Surreal Software in Kirkland (Washington), gegründet 1995, übernommen von Midway Games am 27. Juli 2009. 2010 mit Monolith Productions zusammengelegt.
- Playdemic in Wilmslow, England, gegründet 2010, übernommen 2017.[42] 2021 Verkauft an EA.[43][44]